# Henriette Méric-Lalande

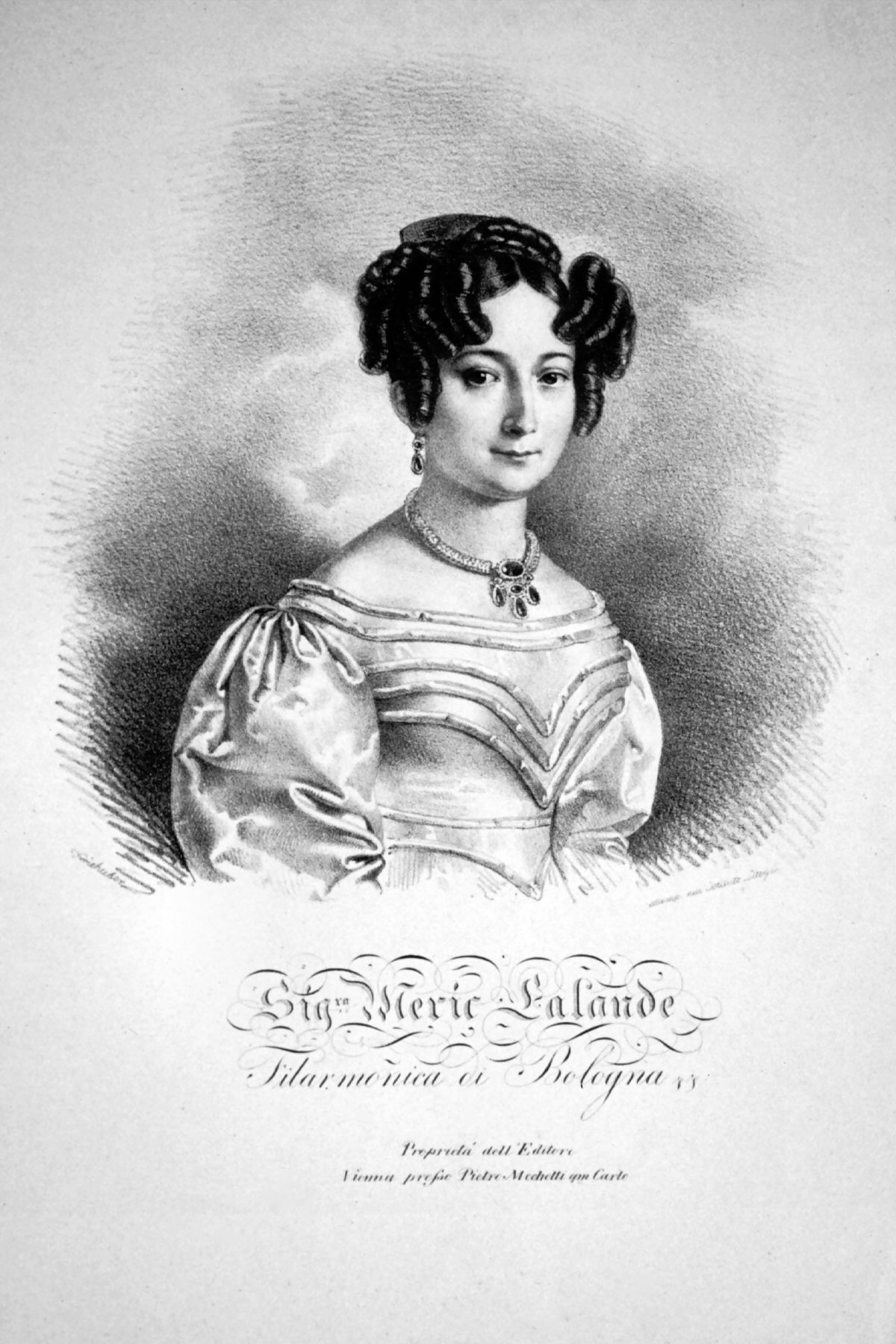
Henriette Méric-Lalande, um 1827 Lithographie von Josef Kriehuber

Hénriette Clémentine Méric-Lalande (4. November 1798 in Dunkerque – 4. September 1867 in Chantilly) war eine französische Opernsängerin (Sopran, soprano sfogato). Sie wirkte fast ausschließlich in Italien und war dort unter ihrem italianisierten Namen Enrichetta Méric-Lalande bekannt. Sie gilt als eine der ganz großen Primadonnen der frühen romantischen Belcanto-Oper der 1820er und 1830er Jahre. Mehrere bedeutende Partien wurden für sie u. a. von Vinzenzo Bellini, Gaetano Donizetti, Giacomo Meyerbeer und Giovanni Pacini komponiert.

## Biographie
Henriette war die Tochter des Dirigenten Jean Auguste Lamiraux, genannt Lalande, bei dem sie vermutlich auch ihren ersten Musikunterricht bekam. Sie debütierte bereits 1814 mit 16 Jahren in Nantes und sang in den folgenden Jahren auf verschiedenen Bühnen der französischen Provinz. Nach ihrer Heirat mit dem Hornisten Jules Prosper Méric trug sie den Doppelnamen Méric-Lalande. In Paris fiel sie dem Musikkritiker Castil-Blaze auf, und 1823 nahm sie Unterricht bei dem berühmten Tenor und Gesangslehrer Manuel García. Danach ging sie nach Mailand, um ihre Studien bei Bonfichi und Banderali fortzusetzen. Wie ihre nun folgende Karriere an den bedeutendsten Opernhäusern Italiens und ihre Zusammenarbeit mit den größten Opernkomponisten Italiens zeigt, hatte sich ihre Stimme zu diesem Zeitpunkt zu einem dramatischen Koloratursopran von weitem Umfang und großer Biegsamkeit entwickelt, mit spektakulärer Koloraturfähigkeit. Sie stieg innerhalb kürzester Zeit zu einer der führenden Sängerinnen der Epoche auf.
Bereits 1823 und 1824 trat die Méric-Lalande am Teatro La Fenice in Venedig auf, wo sie am 26. Dezember 1823 die Titelpartie in der Uraufführung (UA) von Stefano Pavesis Egilda di Provenza sang; zusammen mit der Altistin Brigida Lorenzani, dem Kastraten Giovanni Battista Velluti und dem Tenor Gaetano Crivelli. In der gleichen Besetzung war sie auch am 20. Januar 1824 in der Uraufführung der Ilda d’Avenel von Francesco Morlacchi zu hören, und am 8. März 1824 als erste Palmide in Giacomo Meyerbeers erfolgreichster italienischer Oper Il crociato in Egitto.

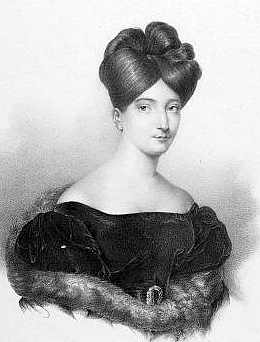
Henriette Méric-Lalande Lithographie von Charles Ch. (sic)

Im September des gleichen Jahres sang sie in Cremona in La rosa bianca e la rosa rossa von Johann Simon Mayr, danach war sie in der Spielzeit 1824–1825 wieder am La Fenice in Venedig, wo sie in Opern von Giacomo Cordella, Pavesi, und in Rossinis Mosè in Egitto als Elcia auftrat, sowie in der Titelrolle seiner Zelmira, In den beiden Rossini-Opern sangen an ihrer Seite der Tenor Giovanni David und der Bass Antonio Tamburini.
Im Oktober 1825 sang Lalande in Bologna Rossinis Elisabetta regina d’Inghilterra, und Ende des Jahres reiste sie nach Turin, wo man sie im Teatro Regio 1825–1826 als Desdemona in Rossinis Otello, und später in der Uraufführung der Bianca di Messina von Nicola Vaccai hörte.
Bereits spätestens im April 1826 war sie am Teatro San Carlo in Neapel, wo unter anderem ihre Zusammenarbeit mit Vincenzo Bellini begann, dessen Bianca e Fernando ihre Uraufführung am 30. Mai erlebte; an ihrer Seite sang der Tenor Giovanni Battista Rubini. Im Juli war sie Gaetano Donizettis erste Elvida, und Zobeida in Alahor in Granata. Sie sang im Oktober 1826 die Titelpartie in der Uraufführung von Carlo Contis (1796–1864) Olimpia, wieder zusammen mit Rubini, und wirkte an einer Wiederaufnahme von Meyerbeers Il crociato mit (diesmal unter dem Titel Il cavaliere Armando d’Orville in Egitto).
1827 war die Méric-Lalande auf Tournée in Wien, wo sie u. a. in Giovanni Pacinis Gli Arabi nelle Gallie, o sia Il trionfo della fede auftrat. Im August war sie bereits in Mailand, wo sie neben Rubini und Tamburini an der Scala in Pacinis erfolgreichster Oper L’ultimo giorno di Pompei die Rolle der Ottavia verkörperte. Am 27. Oktober 1827 fand ebenfalls an der Mailänder Scala die Uraufführung von Bellinis Il pirata statt, wieder mit Rubini und Tamburini; die Partie der Imogene hatte er der Lalande auf den Leib geschrieben.
Diese war nun auf dem Gipfel ihrer Karriere. Weiter an der Mailänder Scala folgten Aufführungen von Rossinis Elisabetta regina d’Inghilterra (ab 26. Dezember 1827), und 1828 von Nicola Vaccais Saladino e Clotilde (Februar; UA), Rossinis Otello (April), Pacinis I cavalieri di Valenza (Juni; UA), Donizettis L’esule di Roma (Juli), Carlo Coccias L’orfano della selva (ab November; UA), und Rossinis L’assedio di Corinto (ab 26. Dezember 1828).

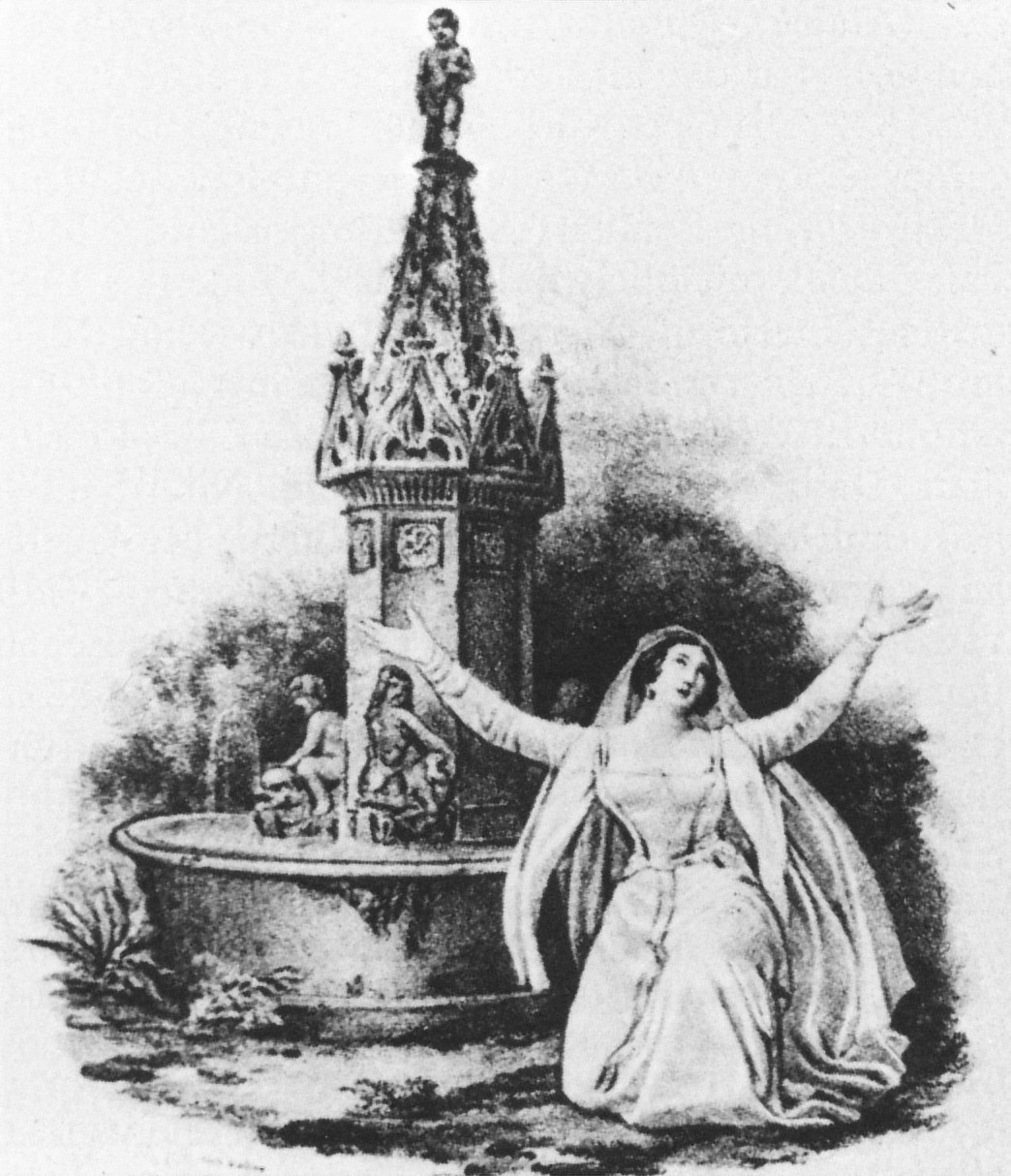
Enrichetta Méric-Lalande als Alaide in La straniera von Bellini, Mailand 1829

1829 komponierte Bellini zwei weitere Hauptrollen für Enrichetta Méric-Lalande: die Alaide in La straniera an der Mailänder Scala (UA am 14. Februar), und die Zaira in Parma (UA am 16. Mai). Bei ihrem Gastspiel im Frühling und Sommer 1829 in Parma sang sie außerdem Rossinis Semiramide (30. Mai, unter dem Titel La morte di Semiramide – Der Tod der Semiramis), die Rosina in Rossinis Il barbiere di Siviglia (13. Juni), und die Zilia in Luigi Riccis Colombo (27. Juni; UA).
Danach war sie wieder in Mailand zu hören: In Wiederaufnahmen von Bellinis Il pirata (Sommer 1829; Teatro alla Conobbiana), und Bianca e Fernando (ab 5. September) und in der Uraufführung von Carlo Contis Giovanna Shore am 31. Oktober.
Nach einem derart dichten Programm von schwierigsten Primadonnen-Rollen und anstrengenden Reisen wundert es nicht, dass der Musikkritiker Henry Chorley 1829 schrieb, die Méric-Lalande bekäme Stimmprobleme, weil er bei ihr ein langsames Vibrato feststellte; dank ihres spektakulären Temperaments soll es ihr jedoch gelungen sein, dieses Problem bis zu einem gewissen Grade auszugleichen.
Anfang 1830 stand zunächst noch einmal Bellinis La straniera auf dem Programm der Mailänder Scala, und im März sang sie ebenda Pacinis Giovanna d’Arco (UA) mit Rubini und Tamburini. Danach reiste die Méric-Lalande zurück nach Frankreich und trat im Pariser Théâtre-Italien in Pacinis L’ultimo giorno di Pompei auf; hier soll sie dem Publikum nicht so gut gefallen haben wie man es sich erhofft hatte, möglicherweise wegen der erwähnten stimmlichen Schwächen, oder weil das Pariser Publikum einen etwas anderen Geschmack hatte.:18 1831 war sie auch in London zu hören, wo sie im King’s Theatre in the Haymarket die Rosina in Rossinis Barbiere sang.
Mèric-Lalande kehrte wieder zurück nach Italien. Sie sang nun seltener, vermutlich aus Rücksicht auf ihre Stimme. In Mailand kreierte sie am 26. Dezember 1833 in der Scala für Gaetano Donizetti die Titelpartie seiner Lucrezia Borgia, unter anderem mit Marietta Brambilla in der Hosenrolle des Maffio Orsini. Dabei soll die Lalande auf einer virtuosen Aria finale bestanden haben, die der Komponist ursprünglich nicht vorgesehen hatte;:18 Donizetti schrieb daraufhin die hochdramatische Koloratur-Arie „Era desso il figlio mio“, die heute eines der halsbrecherischen Glanzstücke dieser Oper ist.
Es folgte ab dem 6. Februar 1834 Donizettis Parisina, immer noch in der Mailänder Scala. Anfang 1835 trat sie am La Fenice in Venedig in Bellinis I Capuleti e i Montecchi auf, und am 21. März 1835 in der Uraufführung von Giovanni Pacinis Carlo di Borgogna. Diese Oper hatte keinen Erfolg und wurde sogar von Pacini selber als so großer Misserfolg empfunden, dass er sich einige Jahre ganz von der Bühne zurückzog.:9,15ff Enrichetta Méric-Lalande erhielt allerdings positive Kritiken, z. B. schrieb die Zeitung L’Apatista über sie:

„Die Lalande, immer schon eine Sängerin höchsten Ranges, entfaltete all ihre Kunst in der extrem schwierigen Cavatina, und im Rondò bekam sie einen Applaus, der nur der verdiente Lohn ihrer Verdienste ist. In den Ensembles und besonders im Finale des ersten Aktes sind ihre Spitzentöne klar und stark und projizieren wundervoll; solche Künstler (wie Lalande und Grisi, Anm. d. Übers.) sind mit gutem Grund das Entzücken unseres Publikums.“

Kurz zuvor war Enrichetta im Teatro Grande von Triest in Mercadantes Emma d’Antiochia zu hören (Karneval 1835); und in Triest sang sie im Herbst desselben Jahres noch einmal die Desdemona in Rossinis Otello (Herbst 1835).
Ihre Karriere neigte sich nun langsam ihrem Ende zu. Spätestens ab Herbst 1837 war Lalande in Palermo, wo sie Donizettis Gemma di Vergy und 1838 seine Anna Bolena sang. Ihre letzten Rollen auf der Bühne waren Mercadantes Il giuramento, Donizettis Lucrezia Borgia (unter dem Titel Alfonso duca di Ferrara), und die Königin Elisabetta in Donizettis Roberto Devereux, alle drei im Herbst 1838 und wieder in Triest; ihre Partner bei diesen drei Aufführungen waren der Tenor Francesco Pedrazzi, der junge Bariton Giorgio Ronconi und die Mezzosopranistin Marietta Brambilla.
Danach zog sich Enrichetta Méric-Lalande für immer von der Bühne zurück. Sie ging wieder nach Frankreich und starb fast 30 Jahre später in Chantilly.